# Copenhagen Sprint 2025 (Frauen)
Copenhagen Sprint 2025 war die erste Austragung eines Eintagesrennens für Frauen. Es fand am 21. Juni statt, einen Tag vor dem gleichnamigen Männer-Rennen, und war Teil der UCI Women’s WorldTour 2025.

## Teilnehmende Mannschaften
| UCI Women's WorldTeams (12)- Canyon//SRAM zondacrypto - Lidl-Trek - Human Powered Health - Team SD Worx-Protime - Uno-X Mobility - Ceratizit Pro Cycling Team - Liv AlUla Jayco - Team Picnic PostNL - Roland - UAE Team ADQ - Team Visma \| Lease a Bike - AG Insurance-Soudal Team UCI Women's ProTeams (4)- Cofidis Women Team - VolkerWessels Women's Pro Cycling Team - Winspace Orange Seal - Arkéa-B&B Hotels Women UCI Women's Continental Teams (6)- Bepink-Imatra-Bongioanni - DAS-Hutchinson - DD Group Pro Cycling - CJ O'Shea Racing - Team Coop-Repsol - Hess Cycling Team Nationalmannschaft- Dänemark |
| |

## Streckenführung
Der Start des Rennens erfolgte vor dem Wikingerschiffsmuseum Roskilde. Der Parcours durchquerte anschließend den Nordosten Seelands mit Frederikssund und Hillerød. In Ballerup wurde die aus dem Bahnradsport bekannte Ballerup Super Arena passiert. Das Finale des Rennens fand in Kopenhagen statt, wo ein etwa 10 km langer Rundkurs dreimal befahren wurde. Die Ziellinie befand sich auf der Sølvgade vor dem Staatlichen Kunstmuseum. Gemäß dem Namen war das Rennen für Sprinterinnen ausgelegt und enthielt keinerlei nennenswerte Steigungen.

## Rennverlauf und Ergebnis
Eine kleine Ausreißergruppe machte die Zwischensprints in Frederikssund, Ganløse und Rødovre unter sich aus, für die es eine Sonderwertung gab; April Tacey gewann diese, bevor sie als letzte der Gruppe eingeholt wurde. Im Feld hatte es unterwegs zwei Stürze wegen Verkehrsinseln und Fahrbahnverengungen gegeben, die mehrere Aufgaben zur Folge hatten. In Kopenhagen kam es acht Kilometer vor dem Ziel zu einem weiteren Sturz, als die Fahrerinnen auf die kopfsteingepflasterte Adelgade einbogen. Zahlreiche Fahrerinnen wurden hierbei aufgehalten und fanden nicht mehr zurück zur Spitzengruppe. Den Zielsprint gewann Lorena Wiebes in überlegener Manier vor Elisa Balsamo, Chiara Consonni und Charlotte Kool. Wiebes kritisierte anschließend mangelnde Sicherheitsvorkehrungen, die zu den wiederholten Stürzen geführt hätten.
| \| Gesamtwertung \| Gesamtwertung \| Gesamtwertung \| Gesamtwertung \| Gesamtwertung \| \| Fahrerin \| Fahrerin \| Land \| Team \| Zeit \| \| ------------- \| ----------------- \| ------------------ \| -------------------------- \| --------------- \| \| 1. \| Lorena Wiebes \| Niederlande \| SD Worx-Protime \| 3 h 32 min 30 s \| \| 2. \| Elisa Balsamo \| Italien \| Lidl-Trek \| + 0 s \| \| 3. \| Chiara Consonni \| Italien \| Canyon//SRAM zondacrypto \| + 0 s \| \| 4. \| Charlotte Kool \| Niederlande \| Team Picnic PostNL \| + 0 s \| \| 5. \| Nienke Veenhoven \| Niederlande \| Team Visma \\| Lease a Bike \| + 0 s \| \| 6. \| Lily Williams \| Vereinigte Staaten \| Human Powered Health \| + 0 s \| \| 7. \| Susanne Andersen \| Norwegen \| Uno-X Mobility \| + 0 s \| \| 8. \| Amalie Dideriksen \| Dänemark \| Cofidis \| + 0 s \| \| 9. \| Mylène de Zoete \| Niederlande \| Ceratizit Pro Cycling Team \| + 3 s \| \| 10. \| Sofia Bertizzolo \| Italien \| UAE Team ADQ \| + 3 s \| |                   |                    |                            |                 |
| |                   |                    |                            |                 |
| Quellen: ProCyclingStats Cycling Quotient |                   |                    |                            |                 |
| Gesamtwertung |                   |                    |                            |                 |
| Fahrerin | Fahrerin          | Land               | Team                       | Zeit            |
| 1. | Lorena Wiebes     | Niederlande        | SD Worx-Protime            | 3 h 32 min 30 s |
| 2. | Elisa Balsamo     | Italien            | Lidl-Trek                  | + 0 s           |
| 3. | Chiara Consonni   | Italien            | Canyon//SRAM zondacrypto   | + 0 s           |
| 4. | Charlotte Kool    | Niederlande        | Team Picnic PostNL         | + 0 s           |
| 5. | Nienke Veenhoven  | Niederlande        | Team Visma \| Lease a Bike | + 0 s           |
| 6. | Lily Williams     | Vereinigte Staaten | Human Powered Health       | + 0 s           |
| 7. | Susanne Andersen  | Norwegen           | Uno-X Mobility             | + 0 s           |
| 8. | Amalie Dideriksen | Dänemark           | Cofidis                    | + 0 s           |
| 9. | Mylène de Zoete   | Niederlande        | Ceratizit Pro Cycling Team | + 3 s           |
| 10. | Sofia Bertizzolo  | Italien            | UAE Team ADQ               | + 3 s           |